# Saint-Maurice (Puy-de-Dôme)
Saint-Maurice is een gemeente in het Franse departement Puy-de-Dôme (regio Auvergne-Rhône-Alpes). De plaats maakt deel uit van het arrondissement Clermont-Ferrand. Saint-Maurice telde op 1 januari 2022 990 inwoners.

## Geografie
De oppervlakte van Saint-Maurice bedroeg op 1 januari 2022 5,4 vierkante kilometer; de bevolkingsdichtheid was toen 183,3 inwoners per km².

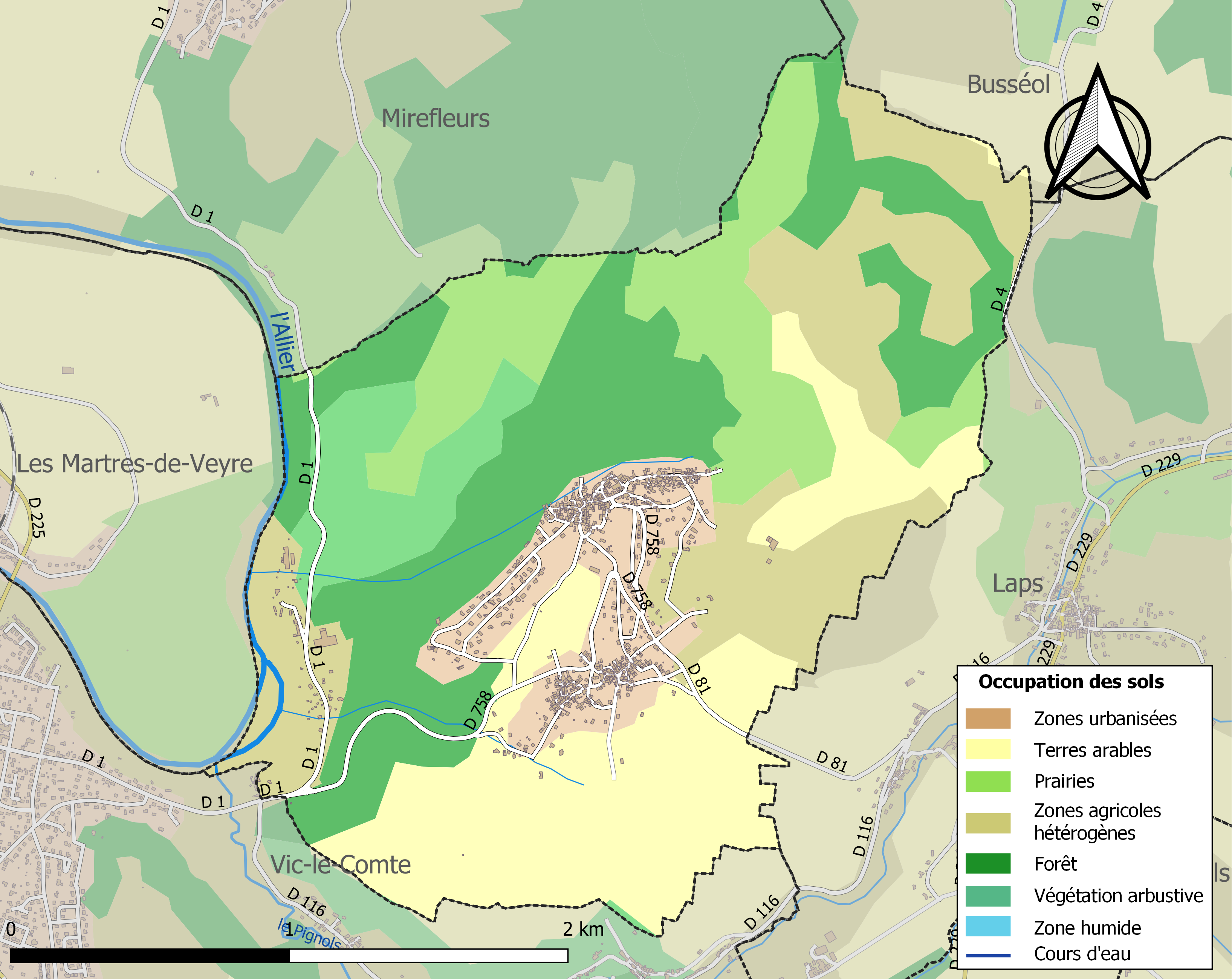
Kaart van de gemeente met belangrijkste infrastructuur, bodemgebruik en omliggende gemeenten

## Demografie
Onderstaande figuur toont het verloop van het inwonertal (bron: INSEE-tellingen).